# Divadelní tábor
Divadelní tábor (v originále Theater Camp) je americký hraný film z roku 2023, který režírovali Molly Gordon a Nick Lieberman. Snímek měl světovou premiéru na filmovém festivalu Sundance dne 21.ledna 2023.

## Děj
Joan Rubinsky je spoluzakladatelkou a ředitelkou divadelního letního tábora v Adirondacks Mountains ve státě New York. Během náborového turné však Joan zažije záchvat a upadne do kómatu. Vedení tábora převezme její syn Troy, který ale divadelnictví vůbec nerozumí. Snaží se zmírnit finanční potíže tábora. O pozemky má zájem investiční firma Barnswell Capital, která provozuje luxusní sousední Camp Lakeside. Herci Amos a Rebecca-Diane se snaží dopsat muzikál pro děti a přemýšlejí, jak zachránit tábor. Také Troy a hlavní technik tábora Glenn se pokoušejí získat peníze různým způsobem. Nakonec je tábor zachráněn před exekucí významným darem.

## Obsazení
| Ben Platt         | Amos Klobuchar     |
| Molly Gordon      | Rebecca-Diane      |
| Noah Galvin       | Glenn Winthrop     |
| Jimmy Tatro       | Troy Rubinsky      |
| Caroline Aaron    | Rita Cohen         |
| Ayo Edebiri       | Janet Walch        |
| Nathan Lee Graham | Clive DeWitt       |
| Owen Thiele       | Gigi Charbonier    |
| Amy Sedaris       | Joan Rubinsky      |
| Patti Harrison    | Caroline Krauss    |
| Bailee Bonick     | Mackenzie Thomas   |
| Kyndra Sanchez    | Darla Sanchez      |
| Donovan Colan     | Devon Miller       |
| Vivienne Sachs    | Lainy Fischer      |
| Alan Kim          | Alan Park          |
| Alexander Bello   | Sebastian Campbell |
| Luke Islam        | Christopher L      |
| Jack Sobolewski   | Christopher S      |
| Quinn Titcomb     | Alice Taylor       |
| Madisen Lora      | Franny King        |

## Ocenění
- Astra Film Awards: nominace v kategoriích nejlepší komediální film, nejlepší filmová píseň („Camp Isn't Home“)
- Independent Spirit Awards: nominace v kategoriích nejlepší scénář (Noah Galvin, Molly Gordon, Nick Lieberman, Ben Platt), nejlepší herec ve vedlejší roli (Noah Galvin), nejlepší střih (Jon Philpot)